# Motorhome - Piloti di famiglia
Motorhome - Piloti Di Famiglia  è un programma televisivo italiano, in forma di docu-reality, trasmesso da MTV.

## Descrizione
Il programma, in onda dal 20 ottobre 2014, segue le vicende, sia personali ma anche agonistiche, di quattro piloti motociclistici: Alessandro Delbianco, Andrea Caravella, Cecilia Masoni e Stefano Valtulini. I quattro ragazzi, tutti e quattro minorenni, all'inizio della loro carriera da piloti professionistici, partecipano alla classe Moto3 del campionato Italiano Velocità, campionato organizzato dalla Federazione Motociclistica Italiana.
Rispetto ai quattro piloti annunciati durante la presentazione della trasmissione, il 18 ottobre 2014, a due giorni dall'inizio del programma, viene coinvolto nel programma un altro giovane pilota, Marco Bezzecchi, mentre il 10 novembre 2014 i piloti seguiti diventano sei, con l'arrivo nel programma di Manuel Pagliani.
Al termine del campionato, dopo le dieci gare previste dal calendario, è Manuel Pagliani a laurearsi campione italiano con 132 punti e tre vittorie, con Marco Bezzecchi secondo con 126 punti ed una vittoria. Più indietro in campionato gli altri quattro piloti, con Stefano Valtulini sesto con 73 punti (per lui solo un podio quale risultato saliente), Andrea Caravella undicesimo con 50 punti, Cecilia Masoni venticinquesima con 2 punti e Alessandro Del Bianco che non riesce ad ottenere punti (Del Bianco ottiene due posizionamenti a podio al Mugello, ma non gli sono stati assegnati punti in quanto corse come wild card).